# XXX (album av Miguel Bosé)
XXX är det nionde studioalbumet av Miguel Bosé . Det släpptes på den spanska marknaden den 24 november 1987. Bosé försökte komma in på den nordamerikanska marknaden med detta album. Albumet producerades av Tony Mansfield, tidigare medlem av gruppen New Musik . 

## Låtlista
| Nr | Låttitel            | Längd | Medverkande                                                         |
| -- | ------------------- | ----- | ------------------------------------------------------------------- |
| 1  | Quieres América     | 04:57 | H. Valentin / M. Bosè / R. Johan                                    |
| 2  | Como un lobo        | 03:58 | xX Xxx                                                              |
| 3  | ¿Quién la mató?     | 03:20 | G. Clark / M. Bose                                                  |
| 4  | Que no hay... (XXX) | 06:41 | C. Marrale / M. Bose                                                |
| 5  | Over my head        | 04:16 | A. Bak / C. D'Onofrio / G. Vanni / M. Tazzi / M. Ogletree / P. kust |
| 6  | Duende              | 05:08 | HM. Ansell / M. Bose                                                |
| 7  | Jonás y la ballena  | 05:00 | A. Fornili / E. Feliciati / M. Bose                                 |
| 8  | Corazón infame      | 04:32 | E. Feliciati / M. Bosè / S. melone                                  |
| 9  | Justine             | 04:41 | E. Feliciati / M. Bosè / S. melone                                  |
| 10 | La gran ciudad      | 05:54 | M. Bosè / M. Cinelu                                                 |